# كين كورتيس (ممثل)
كين كورتيس (بالإنجليزية: Keene Curtis) هو ممثل أمريكي، ولد في 15 فبراير 1923 في سولت ليك في الولايات المتحدة، وتوفي في 13 أكتوبر 2002 في بونتيفول في الولايات المتحدة بسبب مرض آلزهايمر. من الجوائز التي نالها جائزة توني.

## أعمال

### أفلام
- (1948) ماكبث
- (1978) السماء بإمكانها الانتظار[4]

## جوائز
- جائزة توني

## وصلات خارجية
- كين كورتيس (ممثل) على موقع IMDb (الإنجليزية)
- كين كورتيس (ممثل) على موقع ألو سيني (الفرنسية)
- كين كورتيس (ممثل) على موقع ميوزك برينز (الإنجليزية)
- كين كورتيس (ممثل) على موقع أول موفي (الإنجليزية)
- كين كورتيس (ممثل) على موقع قاعدة بيانات برودواي على الإنترنت (الإنجليزية)
- كين كورتيس (ممثل) على موقع قاعدة بيانات برودواي على الإنترنت (الإنجليزية)
- كين كورتيس (ممثل) على موقع قاعدة بيانات الأفلام السويدية (السويدية)
- كين كورتيس (ممثل) على موقع ديسكوغز (الإنجليزية)
- كين كورتيس (ممثل) على موقع قاعدة بيانات الفيلم (الإنجليزية)
- كين كورتيس (ممثل) على موقع كينوبويسك (الروسية)